# Fabian Sebastian Drelinkiewicz
Fabian Sebastian Drelinkiewicz (ur.? zm. 1799 w Krakowie) - krakowski księgarz. 
Fabian Sebastian Drelinkiewicz od 1744 roku prowadził księgarnię przy Szarej Kamienicy (w wejściu) w Krakowie. Nie posiadał własnej drukarni, ale zarabiał przez wydawanie kalendarzy. Księgarnia posiadała zbiory książek francuskich i łacińskich i w niedługim czasie stała się salonem towarzyskim ówczesnej inteligencji.
Księgarnia prosperowała, otworzyła filię w Lublinie. Drelinkiewicz dorobił się znacznego majątku. W 1799 roku Fabian Sebastian Drelinkiewicz umarł a firmę przejął jego syn - Jacek Bartłomiej. W 1830 roku księgarnia wraz z kamienicą została sprzedana.